# ستيفن إليوت (لاعب كرة قدم)
ستيفين إيليوت (بالإنجليزية: Stephen Elliott)‏ (6 يناير 1984 بدبلن في جمهورية أيرلندا - ) هو لاعب كرة قدم أيرلندي في مركز الهجوم. شارك مع منتخب جمهورية أيرلندا تحت 17 سنة لكرة القدم ومنتخب جمهورية أيرلندا تحت 19 سنة لكرة القدم ومنتخب جمهورية أيرلندا تحت 20 سنة لكرة القدم ومنتخب جمهورية أيرلندا تحت 21 سنة لكرة القدم ومنتخب جمهورية أيرلندا لكرة القدم. أما مع النوادي، فقد لعب مع بريستون نورث إيند وكوفنتري سيتي ومانشستر سيتي ونادي سندرلاند ونادي شامروك روفرز ونادي شيلبورن ونورويتش سيتي وهارت أوف ميدلوثيان ووولفرهامبتون واندررز ونادي كارلايل يونايتد.

## وصلات خارجية
- ستيفين إيليوت على موقع الاتحاد الدولي (مؤرشف)  (الإنجليزية)
- ستيفين إيليوت على موقع الاتحاد الأوربي (الإنجليزية)
- ستيفين إيليوت على موقع قاعدة بيانات كرة القدم.إي يو (الإنجليزية)
- ستيفين إيليوت على موقع ناشيونال فوتبول تيمز (الإنجليزية)
- ستيفين إيليوت على موقع Soccerbase.com (لاعب) (الإنجليزية)
- ستيفين إيليوت على موقع عالم كرة القدم.نت (الإنجليزية)